# Cloeon madhouae
Cloeon madhouae is een haft uit de familie Baetidae. De wetenschappelijke naam van de soort is voor het eerst geldig gepubliceerd in 2001 door McCafferty & Mauremootoo.
De soort komt voor in het Afrotropisch gebied.